# Gandvik, Norge
Gandvik (nordsamiska: Juvravuonna, kvänska: Juuriperä) är en by i Nesseby kommun i Finnmark fylke i norra Norge. Byn ligger vid Europaväg 6, längst inne vid viken med samma namn, på södra sidan av Varangerfjorden.